# Iglesia cristiana congregacional de Niue
La Iglesia Cristiana Congregacional de Niue (Congregational Christian Church of Niue, CCCN) es una iglesia cristiana congregacional en Niue y Nueva Zelanda. Es la denominación religiosa más significativa en Niue, reclamando aproximadamente el 75% de la población de Niue como sus miembros.
En Niue, la iglesia tiene 1.300 miembros en 13 congregaciones con 12 pastores. También tiene una presencia entre los 4.500 niuianos residentes en Nueva Zelanda.
Fue fundado por misioneros de la London Missionary Society y fue conocido como la Iglesia de la Sociedad Misionera de Londres en Niue hasta 1970, cuando se volvió autónoma y adoptó el nombre de Eklesia Niue o Iglesia de Niue. Luego cambió su nombre al actual.
Es miembro del Consejo Mundial de Iglesias, la Conferencia de Iglesia del Pacífico, la Alianza Reformada Mundial, el Consejo para la Misión Mundial y el Consejo Nacional de Iglesias de Niue.